# 塔吉早熟禾
塔吉早熟禾（学名：Poa zaprjagajevii）为禾本科早熟禾属下的一个种。